# Final Fantasy XII
Final Fantasy XII (ファイナルファンタジーXII) là trò chơi điện tử thể loại nhập vai do hãng Square Enix phát triển và phát hành cho hệ PlayStation 2. Đây là tựa thứ 12 trong dòng trò chơi Final Fantasy và cũng là phiên bản cuối cùng của dòng trò chơi phát triển cho hệ máy PS2. Tác phẩm phát hành vào ngày 16 tháng 3 năm 2006 tại Nhật Bản sau đó phát hành ra thị trường quốc tế. Phiên bản mở rộng là Final Fantasy XII International: Zodiac Job System với nhiều tình tiết mở rộng đã phát hành vào ngày 7 tháng 8 năm 2007 ngay trên thị trường Nhật Bản cho hệ PlayStation 2.
Trò chơi lấy bối cảnh trong thế giới Ivalice nơi mà hai vương quốc Archadia và Rozarria đánh nhau không dứt. Vương quốc nhỏ Dalmasca nằm giữa hai vương quốc này bị Archadia chiếm thì công chúa của vương quốc là Ashe đã tiến hành kháng chiến. Vaan một anh chàng mê phiêu lưu muốn trở thành thuyền trưởng của một con tàu bay đã gặp công chúa khi đang phiêu lưu dưới phần ngầm của thành phố, cả hai cùng các thành viên khác gặp trên chuyến hành trình đã nhanh chóng lập một nhóm chống lại sự cai trị của Archadia. Cách chơi của trò chơi khác vơi các trò chơi trước không có các trận chiến ngẫu nhiên mà các quái vật sẽ đi lang thang trong khu vực và người chơi có thể chọn nhảy vào chiến đấu hoặc né không chạm mặt, có một số quái vật chỉ xuất hiện trong một số điều kiện thời tiết nào đó hoặc nhận săn quán vật đó trong quán nhậu. Người chơi có thể điều khiển các nhân vật trong trận chiến bằng cách chỉnh sẽ làm gì, trong lúc chỉnh thời gian sẽ ngừng trôi còn nếu thấy thấy điều khiển nhiều nhân vật quá rối thì người chơi có thể lên kế hoạch các nhân vật sẽ làm gì khi trận chiến diễn ra sẵn và các nhân vật không được điều khiển sẽ tự động theo đó mà làm qua các thẻ Gambit và vị trí sắp xếp của chúng, để mở các thẻ này thì chúng cần được mua "quyền sử dụng" trong suốt quá trình chơi. Cách lên cấp nhân vật theo dạng bàn cờ, các kỹ năng trên bàn cờ sẽ dần dần mở ra khi các kỹ năng liên kết kế bên chúng được chọn để lên cấp. Một số kỹ năng cũng như các đặc điểm khác từ phiên bản trước cũng có như khả năng triệu hồi quái vật với khoảng 13 quái vật có thể thu phục bằng cách hạ đo ván chúng trước, sinh vật độc đáo như Chocobo và Moogle cũng có mặt.
Final Fantasy XII Đã nhận được sự đón nhận nồng nhiệt và giành được danh hiệu Trò chơi của năm trong nhiều hạng mục của các chuyên trang đánh giá về trò chơi điện tử. Trong hai tuần đầu phát hành trò chơi đã tiêu thụ được 2,38 triệu bản tại Nhật Bản và đến tháng 3 năm 2007 thì trò chơi đã tiêu được 5,2 triệu bản trên thị trường quốc tế. Phiên bản mở rộng nối tiếp trực tiếp của trò chơi là Final Fantasy XII: Revenant Wings đã phát hành vào ngày 26 tháng 4 năm 2007 trên hệ Nintendo DS.

## Phát triển
Việc phát triển trò chơi được thức hiện từ tháng 12 năm 2000 với sự chỉ đạo của hai đạo diễn từng tham gia phát triển Final Fantasy Tactics là Matsuno Yasumi và đạo diễn tham gia phát triển Final Fantasy IX là Ito Hiroyuki. Matsuno đã đề ra khái niệm ban đầu cho cốt truyện nhưng sau đó phải rút ra khỏi dự án do vấn đề sức khỏe. Nhóm phát triển đã đi đến một quyết định là bổ sung bộ đôi hai đạo diễn mới là Ito và Minagawa Hiroshi, trong khi Kawazu Akitoshi đạo diễn nổi tiếng của dòng trò chơi SaGa trở thành nhà đầu tư của trò chơi. Người sáng lập ra dòng Final Fantasy đã bày tỏ sự thất vọng với sự ra đi của Matsuno và quyết định phát triển trò chơi vượt ra ngoài tiêu chí ban đầu.
Việc bỏ chế độ các trận chiến ngẫu nhiên đã được lên kế hoạch thực hiện ngay từ giai đoạn đầu phát triển. Ý tưởng này đã hỗ trợ cho hệ thống Active Dimension Battle phát triển giúp người chơi chiến đấu ngay tại vị trí mình đang đứng trong khu vực mà không cần chuyển cảnh vào trận chiến. Hệ thống thẻ gambit cũng được phát triển sớm để làm nền tảng cho thay đổi này. Tomomatsu Hiroshi người thiết kế hệ thống chiến đấu đã dần dần chuyển một hệ thống cứng ngắc thành linh hoạt. "Quyền sử dụng" thẻ gambit được mô tả như một phần thu nhỏ của xã hội có cấu trúc cứng ngắc tại Archadia.
Minagawa đã tiết lộ rằng ơ giai đoạn đầu của sự phát triển nhiều ý tưởng và các tính năng đã được hoạch định cho trò chơi, nhưng đã được giảm xuống ở giai đoạn cuối do những hạn chế nhất định cũng như phần cứng. Một trong số đáng kể các ý tưởng là khả năng cho người thứ hai tham gia trong chế độ hai người chơi cũng như khả năng để cho các nhân vật không điều khiển được tham gia trong các cuộc đi săn. Nhưng do những hạn chế kỹ thuật của giao diện điều khiển và sự gia tăng đột biến các nhân vật làm giai đoạn phát triển mất nhiều thời gian hơn dự kiến làm thời gian phát triển dài hơn.
Bối cảnh của trò chơi được thiết kế lấy cảm hứng từ vùng Địa Trung Hải thời trung cổ với việc thể hiện qua phong cách kiến trúc trên khắp vùng Ivalice cùng với rất nhiều chủng tộc trong các khu vực khác nhau. Nhóm nghiên cứu nghệ thuật đã đến thăm Thổ Nhĩ Kỳ và nó đã ảnh hưởng đến thiết kế của trò chơi, các nhà phát triển cũng sử dụng phong cách và trang trí từ các nơi khác như Ấn Độ và New York. Đáng chú ý là việc sử dụng tiếng Phạn ở thành phố Bhujerba. Các cụm từ như "svagatam" (chào mừng) và các chức danh như "parijanah" (Hướng dẫn viên) được viết trực tiếp từ tiếng Phạn. Nhà thiết kế Minaba Hideo và đồng đạo diễn nghệ thuật Kamikokuryō Isamu đã nói rằng nhóm nghiên cứu cũng đã cố gắng kết hợp văn hóa Ả Rập vào trò chơi. Chiến tranh là chủ đề chính của trò chơi và các nhà phát triển khẳng định rằng phim cắt cảnh các trận đánh chịu ảnh hưởng từ các trận chiến La Mã cổ đại. Khi được hỏi về ảnh hưởng của Chiến tranh giữa các vì sao đến trò chơi thì Minaba đã trả lời là dù mình là người hâm mộ của tác phẩm đó nhưng nó không ảnh hưởng nhiều đến việc thiết kế trò chơi.
Ban đầu nhân vật chính của câu chuyện được dự tính sẽ là Basch nhưng sau đó lại chuyển sang tập trung vào Vaan và Penelo khi hai nhân vật này được phát triển trong giai đoạn cuối. Nhóm phát triển đã giải thích rằng trò chơi trước của họ là Vagrant Story có chủ đề "Người đàn ông mạnh mẽ" có kết quả là không được thành công lắm nên với Final Fantasy XII họ quyết định thử nhân vật thay vì "To con và mạnh mẽ" thì sẽ là trẻ trung. Việc lồng tiếng cho nhân vật Vaan được thực hiện bởi diễn viên trong thể loại dorama là Takeda Kouhei để nhân vật bớt ẻo lả hơn với tính cách "Năng động, lạc quan, thông minh và tự lập.". Ý niệm và những thiết kế của nhân vật chính đã được thấy giống như có sự kết nối giữa Yoshida Akihiko và Nomura Tetsuya. Yoshida cảm thấy kết nối này được tạo ra bởi phong cách được sử dụng bởi cả hai nghệ sĩ, trong đó bao gồm một màu sắc nhất quán giữa các nhân vật và môi trường. Các nhà thiết kế cũng nói rằng các chủng tộc không phải người cũng đóng vai trò lớn trong trò chơi trong việc tác động lớn đến cốt truyện.
Shoda Miwa đã viết cốt truyện của trò chơi dựa trên các đoạn phim cắt cảnh đã được dựng trước đó khi cô tham gia vào dự án. Watanabe Daisuke đã lần lượt xếp lại và chỉnh sửa các nội dung của Shoda để thành kịch bản hoàn chỉnh.
Trong việc quốc tế hóa trò chơi thì để giữ nguyên ý của các lời thoại tiếng Nhật thì nhà phát triển phiên bản này là Alexander O. Smith người từng tham gia quốc tế hóa Vagrant Story và Final Fantasy X đã quyết định sử dụng các phương ngữ khác nhau của tiếng Anh để tạo lại sự khác biệt về phát âm được được thấy trong phiên bản tiếng Nhật. Ông cũng tránh việc lồng tiếng "Vô cảm" và tìm những diễn viên lồng tiếng có kinh nghiệm. Phiên bản này cũng có các cảnh vốn không có trong phiên bản tiếng Nhật vì một số lý do chính trị và để giữ đánh giá CERO của trò chơi tại Nhật là dành cho "Mọi lứa tuổi".
Bản chơi thử đã được công bố trong sự kiện Square Enix Party 2005 tại Nhật Bản sau đó phiên bản chơi thử quốc tế được đính kèm với trò Dragon Quest VIII. Ngày 30 tháng 7 năm 2008 trò chơi đã nhận kỷ lục thế giới là trò chơi có thời gian phát triển lâu nhất từ năm 2001 đến 2006. Minagawa Hiroshi đã nói rằng việc tạo ra công cụ tùy chỉnh để sử dụng cho sự phát triển trò chơi đã tốn nhiều năm phát triển.
Phiên bản mở rộng là Final Fantasy XII International: Zodiac Job System đã được công bố vào ngày 10 tháng 5 năm 2007 sau đó phát hành vào ngày 7 tháng 8 năm 2007 trên toàn thế giới với nhiều chi tiết mới. Trò chơi có nhiều công việc mới để nhận làm hơn, hệ thống chiến đấu cũng được thêm các chi tiết như các nhân vật phụ và quái vật triệu tập có thể điều khiển được, có khả năng tăng tốc gấp đôi tốc độ chơi. Bổ sung các chế độ mới như "New Game+" và "New Game-" sau khi hoàn tất trò chơi cũng như chế độ "Trial" để người chơi săn quái vật trong 100 khu vực khác nhau. Phiên bản này được tích hợp khả năng hiển thị 16:9 cho màn hình rộng.

## Âm nhạc
Hầu hết các bản nhạc trong trò chơi là do Sakimoto Hitoshi biên soạn, Iwata Masaharu thì soạn 2 bài còn Matsuo Hayato thì soạn 7 bài trong khi Uematsu Nobuo thì đóng góp 1 bài hát chủ đề. Sakimoto đã gặp khó khăn để đi theo phong cách của Uematsu vì thế ông quyết định sẽ soạn theo cách của mình. Bài hát chủ đề của phim có tên Kiss Me Good-Bye do Aki Angela trình bày ở cả hai phiên bản tiếng Nhật và tiếng Anh. Uematsu đã nói rằng một trong các lý do để chọn Aki là phong cách trình bày của cô đã gợi nhớ ông đến thần tượng thời thơ ấu của mình là Elton John. Ngoài bài hát chủ đề chính thì nghệ sĩ dương cầm Hakase Taro cũng đã đồng sáng tác, biên tập và trình bày một bản nhạc không lời cùng với Toriyama Yuji là bài Kibou.
Đĩa đơn chứa bài Kibou đã phát hành vào ngày 01 tháng 3 năm 2006, đĩa đơn chứa bài Kiss Me Good-Bye và album có tựa The Best of the Final Fantasy XII Soundtrack thì phát hành vào ngày 15 tháng 3 năm 2006 còn album chứa tất cả các bản nhạc dùng trong trò chơi đã phát hành vào ngày 31 tháng 5 năm 2006. Album chứa các bản nhạc gồm 4 đĩa và 100 bản nhạc, phiên bản giới hạn của album cũng được phát hành, phiên bản này đính kèm cả bài hát Kiss Me Good-Bye.

## Truyền thông

### Sách
BentStuff đã phát hành ba cuốn trong bộ Ultimania là Final Fantasy XII Battle Ultimania và Final Fantasy XII Scenario Ultimania vào ngày 16 tháng 6 năm 2006 cùng Final Fantasy XII Ultimania Ω vào ngày 24 tháng 11 năm 2006. Cuốn Battle Ultimania mô tả và phân tích hệ thống chiến đấu mới và các thành phần của nó cùng các bài phỏng vấn nhà phát triển. Cuốn Scenario Ultimania mô tả ckịch bản chính của trò chơi, thông tin các nhân vật cũng như các khu vực, các chi tiết ở từng vị trí và các cuộc phỏng vấn nhà phát triển. Cuốn Ultimania Ω nói về các diễn viên lồng tiếng, cốt truyện của Final Fantasy XII với các thông tin ký tự, một bộ sưu tập các tác phẩm nghệ thuật và hình ảnh minh họa, hướng dẫn chơi hoàn chỉnh và một tiểu thuyết ngắn do Matsuyama Benny tác giả của Hoshi wo Meguru Otome viết. Một cuốn Ultimania khác có tựa Final Fantasy XII International Zodiac Job System Ultimania đã phát hành ngày 06 tháng 9 năm 2007 nói về phiên bản quốc tế của trò chơi.

### Manga
Gin Amou đã thực hiện chuyển thể manga của trò chơi và đăng trên tạp chí Gangan Online và GanGan Powered của Square Enix trong từ 22 tháng 6 năm 2006 đến ngày 25 tháng 6 năm 2009. Square Enix sau đó đã tập hợp các chương lại và phát hành hành 5 tankōbon.

## Đón nhận
Final Fantasy XII đã bán được hơn 1.764.000 bản trong tuần đầu phát hành tại Nhật Bản gần bằng số lượng của Final Fantasy X trong tuần đầu phát hành. Square Enix đã thông báo là sau hai tuần phát hành thì trò chơi đã tiêu thụ được hơn 2,38 triệu bản tại Nhật Bản. Tại thị trường Bắc Mỹ thì có khoảng 1,5 triệu bản đã được tiêu thụ trong tuần đầu phát hành. đến tháng 3 năm 2007 thì trò chơi đã tiêu được 5,2 triệu bản trên thị trường quốc tế. Final Fantasy XII đã giành vị trí thứ 4 trong danh sách các trò chơi PlayStation 2 bán chạy nhất trên thị trường quốc tế năm 2006.
Final Fantasy XII đã trở thành trò chơi thứ sáu nhận được số điểm tuyệt đối của tạp chí Famitsu và là trò đầu tiên trong dòng Final Fantasy cũng như là tựa đầu tiên trên hệ PS2 đạt được số điểm này vào ngày 16 tháng 3 năm 2006. Trò chơi được đánh giá cao về đồ họa, cốt truyện, cách chơi và những điểm mới mà trò chơi mang lại so với các trò Final Fantasy trước. Hệ thống chiến đấu được nhiều đánh giá cao cả trong và ngoài Nhật Bản ngay cả trước khi nó được phát hành trong thị trường quốc tế. Hệ thống được khen ngợi khi chuyển đổi qua lại giữa các đoạn phim cắt cảnh và bắt đầu chơi một cách mượt mà. IGN đã trao danh hiệu Phong cách nghệ thuật đẹp nhất trên danh sách Top Ten. Newtype USA đã nêu Final Fantasy XII cho danh hiệu Trò chơi của tháng vào tháng 11 năm 2006 với lời khen về cách chơi, đồ họa và cốt truyện kèm một đánh giá là "Trò nhập vai tốt nhất từng được phát hành cho bất kỳ nền tảng nào của Sony".
GameSpot khen ngợi hệ thống gambit và các thẻ quyền là sự sáng tạo sâu sắc để người chơi có thể điều khiển nhân vật nhưng cũng nói là nó quá rắc rối để điều chỉnh sắp xếp sao cho hợp lý đặc biệt là những người mới chơi. GameSpot cũng đánh giá việc lồng tiếng là "Tuyệt vời". IGN thì ca ngợi cốt truyện phong phú và nghệ thuật của trò chơi thể hiện qua "Sự sâu sắc đến tuyệt đối của nhân vật". Nhưng cũng nói là hệ thống gambit làm trò chơi trông có vẻ như đang tự chơi với chính mình. Và dùng vẫn rất hoành tráng nhưng phần âm nhạc của trò chơi bị đánh giá là yếu nhất trong dòng Final Fantasy.
Kawazu Akitoshi, người điều hành sản xuất hài lòng theo xếp hạng Famitsu nhưng cũng nói là ông nghĩ trò chơi chưa hoàn hảo lắm, ông cảm thấy cốt truyện có vẻ vẫn không đáp ứng hết sự trông đợi của một số người hâm mộ. Việc kết hợp giữa hai nhóm phát triển PlayOnline và Final Fantasy Tactics có thể đã tạo ra việc này khi tìm cách thống nhất sự khác biệt giữa hai nhóm.
Final Fantasy XII đã nhận được danh hiệu Trò chơi hay nhất trên PlayStation 2 và Trò chơi nhập vai hay nhất của nhiều tạp chí và các trang mạng chuyên về trò chơi điện tử như GameSpot, GameSpy và IGN. Edge và Famitsu đã trao cho trò chơi danh hiệu Trò chơi của năm. Tại lễ trao giải trò chơi điện tử Nhật Bản năm 2006, trò chơi đã giành được Giải thưởng lớn và Danh hiệu xuất sắc nhất. Tại lễ trao giải PlayStation thì trò chơi đã nhận được danh hiệu Bạch kim gấp đôi. Tác phẩm cũng được đưa vào danh sách "100 phong cách mới của Nhật Bản" và danh sách "Dấu hiệu của sự xuất sắc trong sản phẩm và dịch vụ có nguồn gốc từ Nhật Bản". Trò chơi cũng được xếp trong các hạng mục khác như trò chơi nhập vai, cốt truyện, âm nhạc hay nhất, nghệ thuật, thiết kế nhân vật đẹp nhất trong các lễ trao giải như Thành tựu tương tác, Bình chọn của các nhà phát triển trò chơi, Viện hàn lâm Điện ảnh và Nghệ thuật Truyền hình Anh, Spike VGA và Giải thưởng truyền hình vệ tinh.

### Thương hiệu
Sony Computer Entertainment đã phát hành một phiên bản PlayStation 2 cài sẵn Final Fantasy XII cùng các trò chơi khác vào ngày 16 tháng 3 năm 2006. Hãng Hori thì phát hành các thẻ nhớ có hình trò chơi vào ngày mà Final Fantasy XII phát hành tại Nhật Bản. Logicool cũng phát hành một dòng sản phẩm ngoại vi theo tác phẩm vào ngày 16 tháng 3. Suntory thì sản xuất một loại đồ uống mà chai đựng nó có hình giống với các chai thần dược trong trò chơi cũng như phát hành các thẻ hình để sưu tập.

### Ảnh hưởng
Phiên bản mở rộng nối tiếp trực tiếp của trò chơi là Final Fantasy XII: Revenant Wings đã phát hành vào ngày 26 tháng 4 năm 2007 trên hệ Nintendo DS lấy bối cảnh một năm sau các sự kiện trong Final Fantasy XII và xoay quanh cuộc phiêu lưu của Vaan. Đây là một trong bốn trò chơi lấy bối cảnh trong thế giới Ivalice Alliance.
Năm 2009, BioWare đã nói là hệ thống Gambit của trò Final Fantasy XII đã gây chú ý và ảnh hưởng đến việc phát triển các trò chơi của họ khi quyết định mang hệ thống đó vào trò Dragon Age: Origins.